# Kanton Audincourt
Kanton Audincourt (francouzsky Canton d'Audincourt) je francouzský kanton v departementu Doubs v regionu Burgundsko-Franche-Comté. Tvoří ho devět obcí. Před reformou kantonů 2014 ho tvořilo pět obcí.

## Obce kantonu
od roku 2015:
- Arbouans
- Audincourt
- Badevel
- Dampierre-les-Bois
- Dasle
- Hérimoncourt
- Seloncourt
- Taillecourt
- Vandoncourt

před rokem 2015:
- Arbouans
- Audincourt
- Courcelles-lès-Montbéliard
- Dasle
- Taillecourt